# واشنطن تيسدال
واشنطن تيسدال (8 أغسطس 1830 - 19 سبتمبر 1903) مهندس ومصور. اخترع مجهر عالم الطبيعة الميدانية وكان من أوائل الناس الذين استخدموا شرائح الفانوس.

## حياة مبكرة
ولد في برونزويك بليس، ليدز، يوركشاير لعائلة ثرية. تدرب على أن يكون مهندساً وعمل في الهند في مشاريع هندسية. أصبح بطلاقة في الهندوستاني، وكان اهتمامه العلمي الخاص في التصوير الفوتوغرافي. كان من أوائل الأشخاص الذين قاموا بإعداد واستخدام شرائح الفانوس في المحاضرات.

## دوره العلمي
ألقى تيسدال مئات المحاضرات طوال حياته وكان عضوًا مؤسِّسًا لجمعية ليدز للتصوير الفوتوغرافي، والجمعية الملكية للمجهر وكان زميلا في الجمعية الفلكية الملكية. ويقام جزء من مجموعته التصوير الفوتوغرافي، بما في ذلك التصوير السيانوتايب (اللون الأزرق)، في متحف تاريخ العلوم، أكسفورد.قام بتصوير صديقيه العلميين هنري بيريغال وجيمس غليشر. كجزء من عمله مع جمعية المجهر، اخترع مجهر عبارة عن أداة محمولة للتكبير. توفي أثناء حضوره اجتماع الجمعية البريطانية لتقدم العلوم.